# هيتوشي أوكامورا
هيتوشي أوكامورا (باليابانية: 岡村均) هو أحيائي ياباني، ولد في 2 ديسمبر 1952.

## وصلات خارجية
- الموقع الرسمي